# Capul York

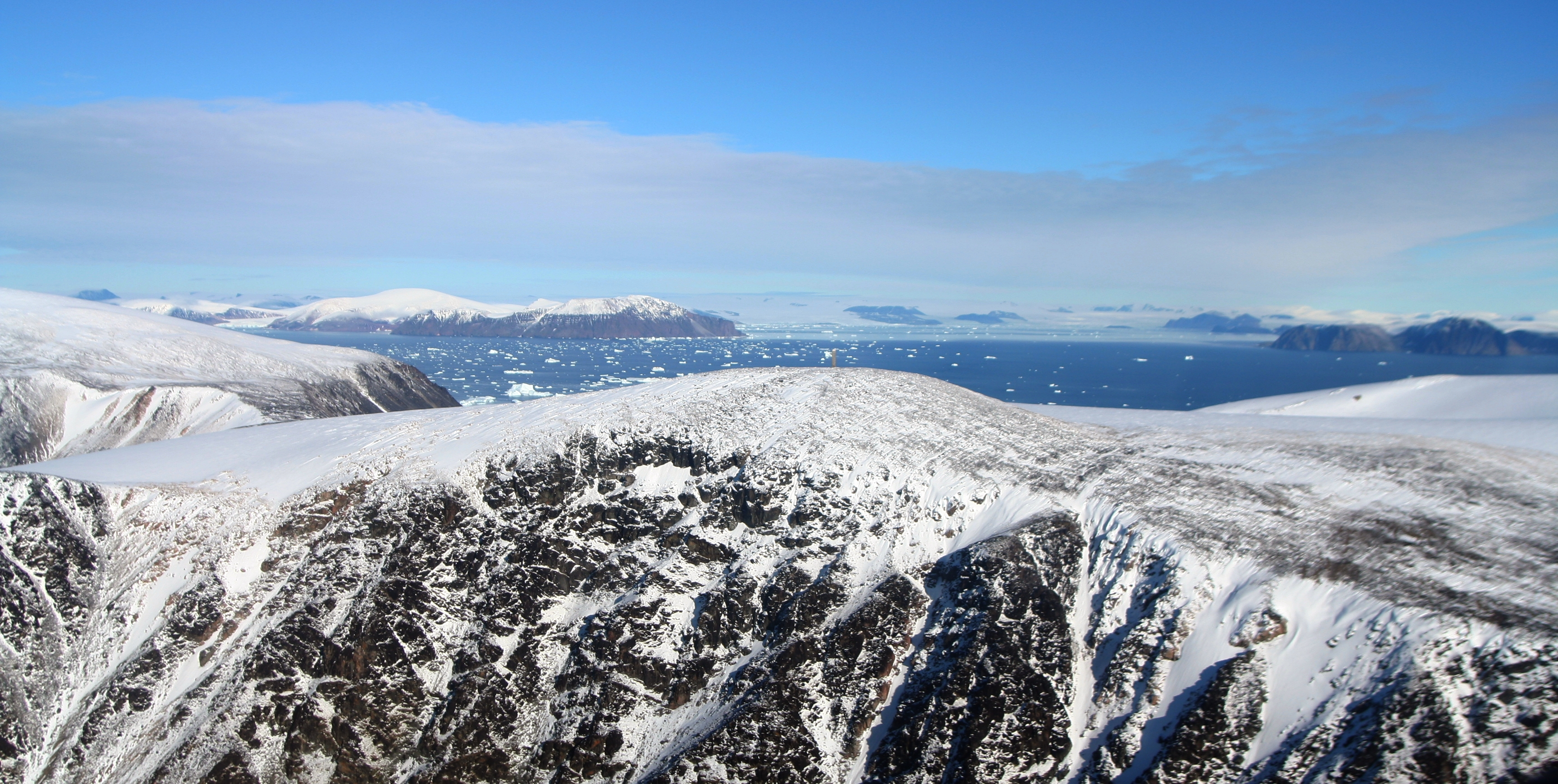
Monumentul lui Robert Peary la Capul York

Capul York, este un cap situat pe coasta de nord-vest a Groenlandei. Se află la circa 40 kilometri în vest de localitatea Savissivik, și circa 750 kilometri de Uummannaq lângă Marea Baffin.  
Acesta a fost unul dintre locurile vizitate de navigatorul și exploratorul polar Robert Peary în anul 1894, în timpul celei de-a doua dintre expedițiile sale în Oceanul Arctic. În principal, capul este cunoscut prin meteoritul Capul York, care se compune din douăsprezece bucăți, găsite pînă în prezent. Cea mai mare parte a acestui meteorit, găsită până în prezent, este Ahnighito. Aceasta a fost găsită de Peary în anul 1897, cântărea 31 de tone, și se află azi la American Museum of Natural History din New York.

## Imagini

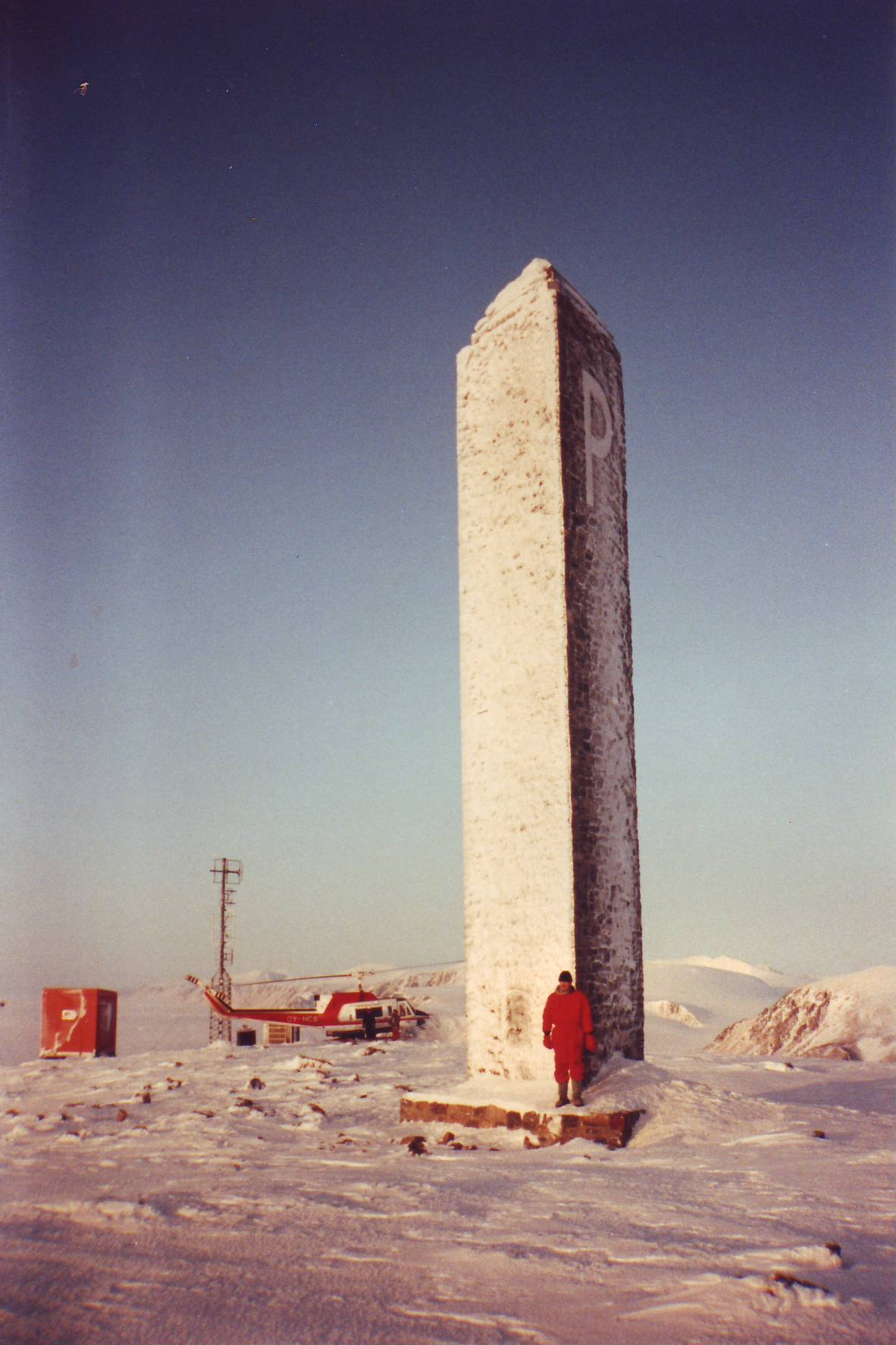
Monumentul lui Robert Peary
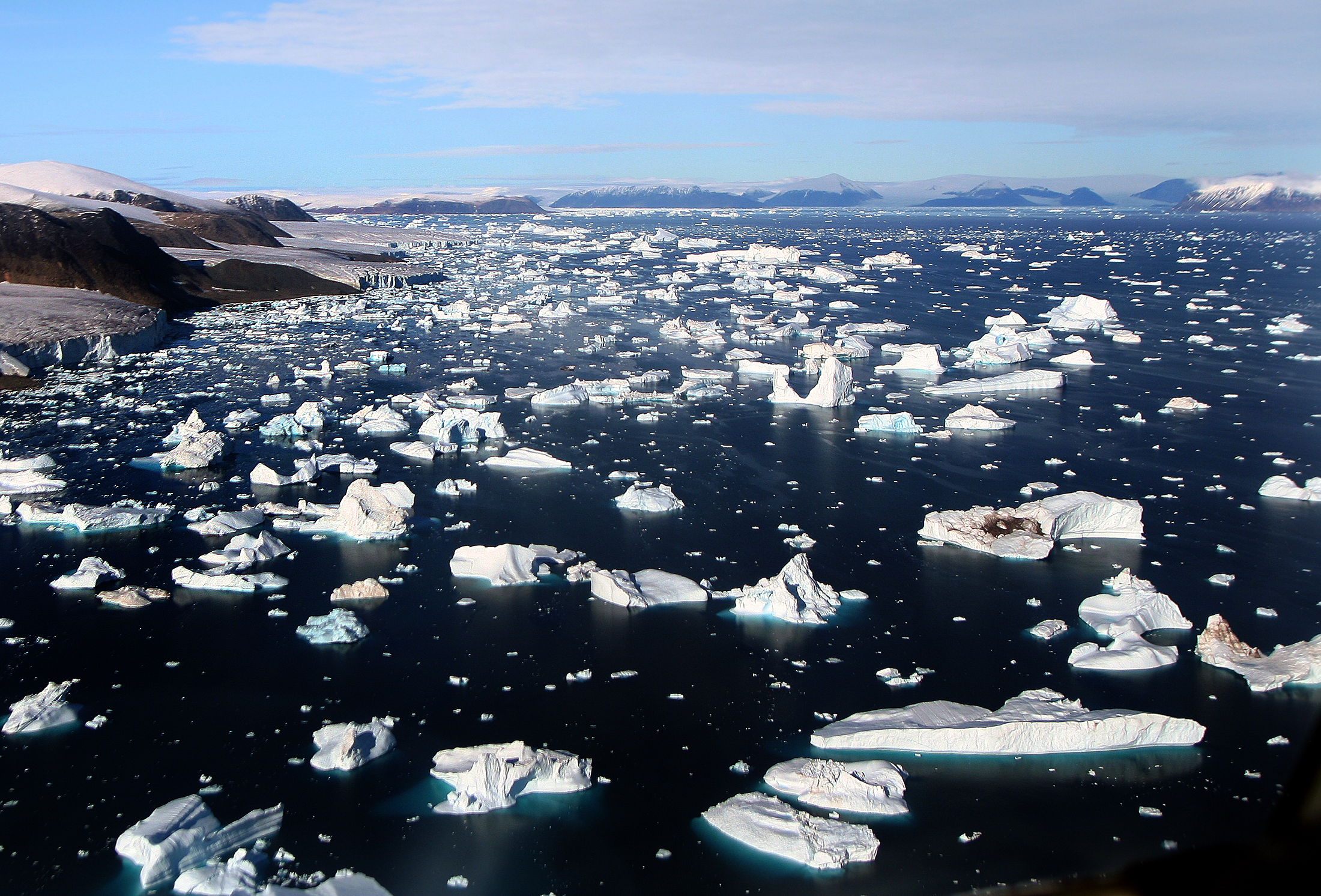
Aisberguri la Capul York
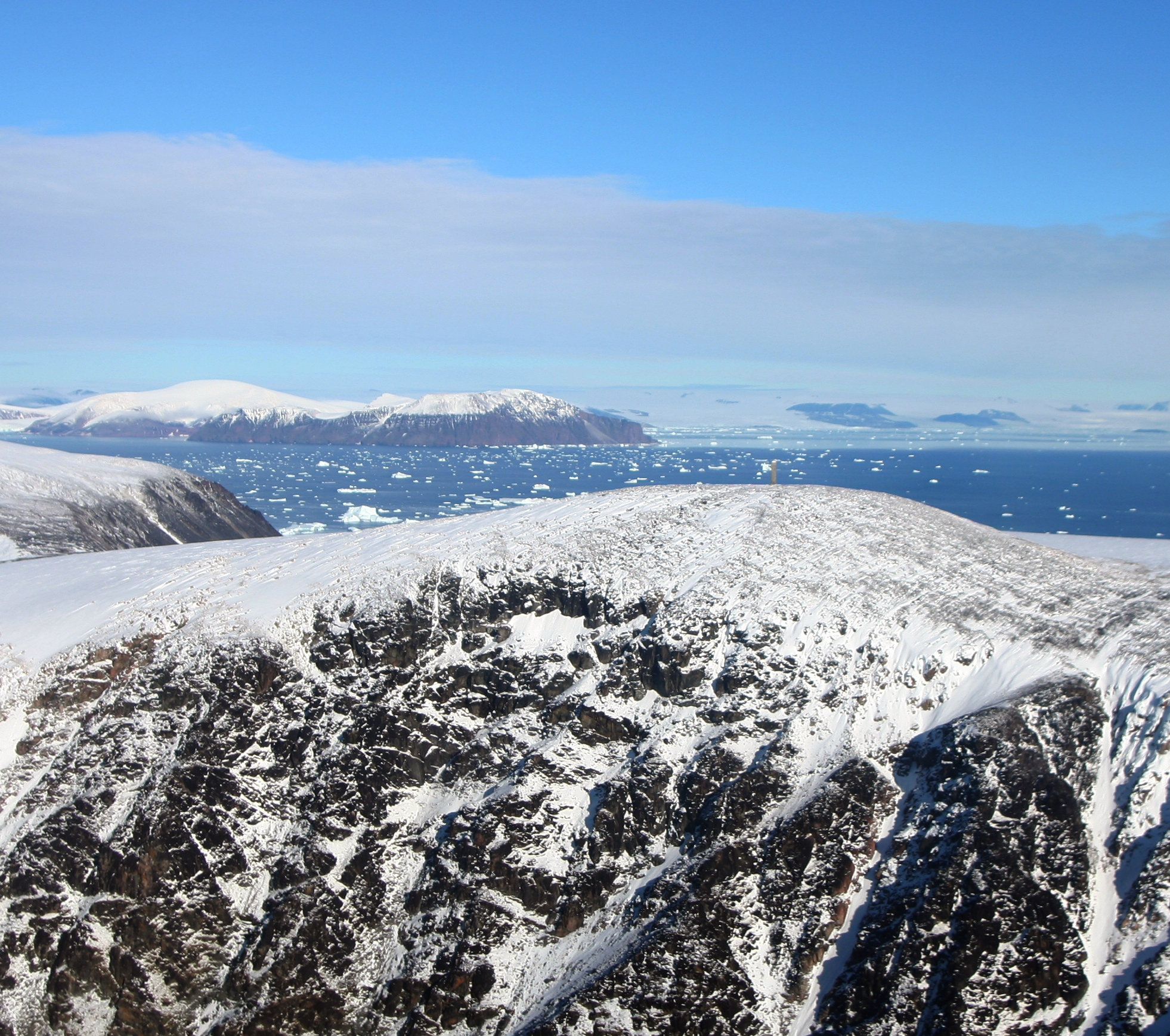
Monumentul lui Robert Peary la Capul York
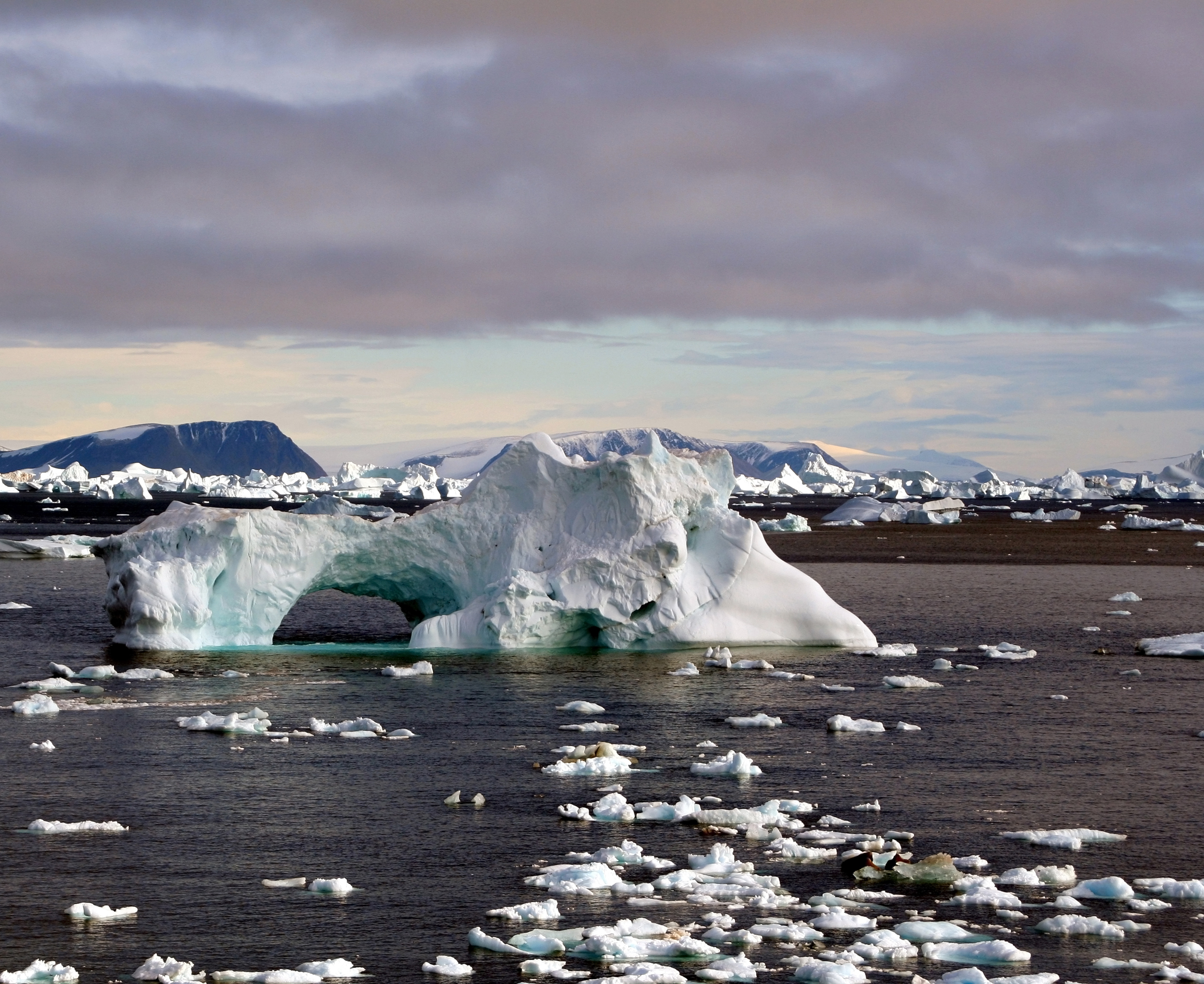
Aisberguri la Capul York